# Inuyasha (personaggio)
Inuyasha (犬夜叉? lett. "Essere sovrannaturale dalle sembianze di cane"), a volte scritto anche InuYasha, soprattutto in Europa, è un personaggio immaginario e protagonista dell'omonimo manga creato da Rumiko Takahashi, da cui successivamente è stata tratta una serie animata. Nel 2002 il personaggio ha vinto la 24ª edizione del sondaggio rivolto ai lettori della rivista Animage Anime Grand Prix come "Miglior personaggio maschile".

## Biografia

### Era Sengoku (XVI secolo)
Inuyasha è un hanyō, un mezzodemone, figlio del Grande Demone Cane, un demone potentissimo, e della principessa umana Izayoi.
Il padre morì a seguito delle ferite riportate durante una battaglia contro il demone drago Ryuukotsusei, quando Inuyasha era ancora un neonato, nel tentativo di proteggere la compagna umana e il bambino.
Essendo un essere a metà, la sua infanzia e adolescenza sono costellate dal rifiuto sia degli esseri umani, sia dei demoni, in quanto debole a causa del suo sangue impuro.
Dopo la morte della madre, il desiderio di divenire un demone completo lo spinse a cercare la Sfera dei Quattro Spiriti ("Shikon No Tama" o "Gemma Sacra") custodita dalla sacerdotessa Kikyo, che poteva permettergli di tramutarsi in un essere soprannaturale completo come il genitore e il fratellastro. Inuyasha cercò più volte di sottrarre la Sfera alla miko, senza successo, in compenso entrambi svilupparono un legame tra loro e si resero conto di essere incapaci di infliggere il colpo di grazia l'uno all'altra, iniziando così a parlarsi e confidarsi e Kikyo permise al mezzodemone di percepire la sua solitudine, costretta ad una vita di abnegazione alla Sfera e di costante lotta contro i demoni. Col tempo il ragazzo si legò sempre di più a Kikyo, la quale gli propose di usare la Sfera, contrariamente ai suoi progetti, per diventare un essere umano.
Il gesto avrebbe permesso la purificazione completa della Sfera fino ad estinguersi, permettendo ad entrambi di vivere una vita umana e normale fianco a fianco.
I due non riusciranno a coronare il loro sogno in quanto, circuiti dal piano del malvagio Naraku che farà credere ad entrambi di essere stati traditi, si ritroveranno a distruggersi a vicenda.
Inuyasha e Kikyo si accordano di incontrarsi all'alba. Ma Naraku assume le sembianze di Inuyasha e giunge sul posto prima di lui. Attacca Kikyo e ruba la Sfera dei Quattro Spiriti e dice che in realtà non aveva nessuna intenzione di diventare umano fin dal principio e che ora potrà diventare un demone completo. Kikyo si sente tradita e, anche se è ferita mortalmente, torna al villaggio per vendicarsi. Naraku nel frattempo è tornato al villaggio, ha rimesso al suo posto nel tempio la Sfera, assume le sembianze di Kikyo e torna nuovamente sul luogo dell'incontro, questa volta per incontrare Inuyasha. Inuyasha aspetta all'ombra del Goshinboku, ma viene attaccato da Naraku con l'aspetto di Kikyo. Ancora una volta il demone rende la sceneggiata credibile raccontando ad Inuyasha di non averlo mai amato, ma di aver aspettato solamente il momento in cui sarebbe stato più vulnerabile. Sentendosi tradito, Inuyasha corre al villaggio e ruba la Sfera dal tempio. Dopo aver rubato la Sfera, Inuyasha viene fermato dalla vera Kikyo che, vedendolo con la Sfera in mano, non ha più dubbi: Inuyasha non voleva altro che la Sfera. Utilizzando le sue ultime forze, Kikyo inchioda Inuyasha al Goshinboku ma all'ultimo istante, probabilmente per amore, non utilizza una freccia purificatrice, che avrebbe ucciso Inuyasha, ma si limita a sigillarlo all'albero per l'eternità, in una sorta di sonno eterno. Kikyo decide di non usare la Sfera per salvarsi la vita e ordina a sua sorella Kaede di cremare il suo corpo insieme alla Sfera.
Sia lo spirito di Kikyo che la Sfera dei Quattro Spiriti si reincarneranno 500 anni dopo (sebbene nell'epoca Sengoku invece siano passati solo 50 anni dalla morte della sacerdotessa) nel corpo di Kagome Higurashi.

### Era moderna (XXI secolo)
A seguito di una caduta nel pozzo Mangiaossa situato a fianco del tempio scintoista dove vive, Kagome viaggerà indietro nel tempo fino all'Era Sengoku, 50 anni dopo la morte di Kikyo. Qui Kagome, assalita dai mostri, libererà il mezzodemone Inuyasha dalla freccia che lo imprigionava e quest'ultimo la salverà dal demone. L'aggressività di Inuyasha e l'odio verso la ragazza dovuto alla rassomiglianza con Kikyo lo porteranno a voler distruggere anche lei oltre il demone, nel tentativo anche di rubarle la Sfera, ma l'intervento tempestivo della sacerdotessa Kaede, sorella di Kikyo, salva Kagome e le dona la possibilità di controllare il mezzodemone.
In seguito al furto della sfera da parte di un demone Corvo, questa verrà colpita da una freccia e ridotta in mille pezzi scaraventati su tutto il territorio. Inuyasha e Kagome partiranno per un viaggio in cerca dei frammenti, nella speranza di ricomporre l'oggetto magico.
Alla coppia si uniscono successivamente Shippo, un piccolo demone volpe i cui genitori sono stati barbaramente uccisi, il monaco Miroku, che convive con una maledizione lanciata a suo nonno paterno da Naraku, che lo condurrà presto a morte certa a meno che non elimini quest'ultimo, Sango, unica sopravvissuta fra gli sterminatori di demoni, dopo la distruzione del suo villaggio da parte di Naraku, e Kirara, un demone gatto, compagna di Sango in battaglia.
Ritornerà anche la stessa Kikyo, ricreata da una strega, la quale si trascinerà con difficoltà anche dopo la sconfitta della sua "creatrice", alimentata dalle anime degli innocenti, nel tentativo di vendicarsi del mezzodemone che lei crede l'abbia tradita. il rapporto tra i due sarà complicato sia dalla storia che hanno condiviso, con tanti punti oscuri, che dalla nuova presenza di Kagome al fianco di Inuyasha.
Proprio l'incontro con Miroku permetterà al gruppo di apprendere alcune verità sul passato e che hanno influenzato gli eventi coinvolti, in particolare l'esistenza di Naraku, vera eminenza grigia che manovra le esistenze dei personaggi nel tentativo di recuperare a sua volta la Sfera.
Cinquant'anni prima, infatti, Kikyo si prese caritatevolmente cura di un brigante di nome Onigumo, un essere umano infermo e morente, bendato persino in volto. Ma l'animo intriso di malvagità e i pensieri impuri verso la sacerdotessa, nonostante i suoi gesti benevoli, portarono Onigumo a donare il suo corpo in pasto ad un'orda di demoni per potenziarsi e avere finalmente un nuovo corpo. L'unione di Onigumo con i demoni generò Naraku. Fu proprio Naraku ad ordire l'inganno che portò alla morte di Kikyo e al sigillo del personaggio.
Scopo dichiarato di Inuyasha e dei suoi compagni diventa quindi eliminare Naraku, per vendicare le proprie passate sofferenze e la morte della sacerdotessa ed evitare che entri in possesso della Sfera che si sta lentamente ricomponendo, ovviamente eliminare Naraku sarà estremamente difficile, anche perché egli è circondato di fedeli aiutanti dai poteri soprannaturali, come Kanna.

### Finale
Tre anni dopo la battaglia finale, si sposa con Kagome. Nella terza serie animata, non tratta dal manga e ambientata diciotto anni dopo la fine della serie principale, ha avuto dalla moglie una figlia per un quarto demone, Moroha.

## Carattere
Il personaggio di Inuyasha si evolve nel corso della vicenda, all'inizio ha i tratti di un ragazzo scontroso, egoista, cinico, arrogante, capriccioso, immaturo, infantile, e testardo, ma si evolverà maturando progressivamente, perdendo molte delle sue caratteristiche infantili e divenendo molto più buono, maturo, altruista, coraggioso e leale, limitando il suo carattere ruvido e scorbutico. Ciò nonostante, Inuyasha rimane per tutta la serie abbastanza irascibile, permaloso, severo, a volte geloso, e impulsivo. Inuyasha inizia inoltre a sviluppare un attaccamento e un affetto per Kagome in particolare, rendendolo però parte di un triangolo molto difficile con la ricomparsa di Kikyo sulla scena, facendolo altalenare continuamente tra i suoi sentimenti passati per la sacerdotessa e quelli nuovi che prova per Kagome.
Inuyasha parla in un giapponese piuttosto duro. Non usa mai appellativi onorevoli per rivolgersi ai personaggi e, quando parla a persone che non gli piacciono, usa senza riguardo il termine "temee", un modo fortemente aggressivo per dire "tu" ad un avversario, che può essere tradotto come "dannato" o "bastardo". Il suo rispetto per gli anziani è pressoché nullo, infatti li chiama spesso "-baba" o "-jiji", che possono essere tradotti con "vecchia strega" e "vecchio", rispettivamente. Usa anche il pronome maschile "ore", che si adatta alla sua personalità e alla sua forza. Inuyasha si offende facilmente, quando qualcuno lo chiama cane rognoso, cuccioletto, mezzosangue o con un appellativo che suggerisce inferiorità, rispetto agli yōkai, a causa della sua parentela umana.

## Trasformazioni

Inuyasha in forma umana insieme a Sesshomaru e Goryomaru.

Come tutti i mezzodemoni, Inuyasha diventa completamente umano una volta al mese. Durante le notti di luna nuova, i suoi capelli diventano neri e i suoi poteri sovrannaturali svaniscono, così come le sue caratteristiche demoniache. In questa forma Inuyasha può usare Tessaiga solo nella sua forma di vecchia katana. Solo gli amici di Inuyasha e pochi altri sono a conoscenza del suo segreto, poiché tende a stare per conto suo durante le notti di luna nuova. Inuyasha torna al suo aspetto normale al sorgere del sole, riguadagnando tutti i suoi poteri.
Il sangue demoniaco di Inuyasha prende il sopravvento su di lui ogni volta che la sua vita è in pericolo e Tessaiga è fuori portata. La prima trasformazione di Inuyasha avviene quando Goshinki spezza in due Tessaiga con le sue zanne. Quando è sotto l'effetto della trasformazione, gli occhi di Inuyasha diventano rossi con le iridi blu. Strisce simili a quelle del fratellastro Sesshomaru, inoltre, appaiono sui lati del volto, mentre le sue zanne e i suoi artigli si fanno più pronunciati. Una volta avvenuta la trasformazione, tutte le caratteristiche fisiche di Inuyasha, come la forza e la resistenza, crescono a dismisura, mentre Inuyasha diventa insensibile al dolore. Tuttavia Inuyasha non riesce a gestire con efficacia tale potere senza esserne posseduto e in questa forma perde totalmente il controllo diventando pericolo per sé stesso e per i suoi amici, potendo arrivare ad autodistruggersi. 
Mentre è intrappolato nel petto del Demone di Pietra, Inuyasha usa un frammento della Sfera dei Quattro Spiriti per rafforzare il potere di Tessaiga, uno sforzo che si trasforma presto in un incubo quando il potere impuro del frammento confluisce in Tessaiga, causando la trasformazione di Inuyasha. Kagome, per tirare fuori Inuyasha da quella situazione difficile, lo abbraccia, purificando il frammento e lasciando Inuyasha in una versione purificata della sua forma di demone In questa forma, Inuyasha conserva alcune delle caratteristiche della sua forma di demone, come le strisce viola sul viso e la traccia nera sotto i suoi occhi, ma gli occhi stessi rimangono chiari, avendo lui conservato la sua identità invece di essere soggetto alla rabbia senza controllo che caratterizza la sua forma di demone. La sua aura viene aumentata considerevolmente, permettendogli di usare il Kongosoha di Tessaiga fuso con il Taglio del Vento con un'intensità di gran lunga superiore ai suoi utilizzi precedenti. Dopo che il frammento viene rimosso da Tessaiga, Inuyasha ritorna alla sua normale forma di mezzodemone.

## Abbigliamento
Stando a quanto la stessa autrice ebbe modo di dichiarare in un'intervista, la base per l'abbigliamento di Inuyasha è costituita dal modello d'una semplicissima tenuta da monaco del Giappone del periodo Sengoku. Gli indumenti di Inuyasha consistono in un hakama (pantaloni), allacciati all'altezza delle anche, una giacca con maniche "separate", un kosode (maglia della salute) e un obi (cintura). La sua veste gli conferisce una protezione addizionale.

## Abilità e tecniche
Il sangue demoniaco di Inuyasha gli conferisce forza, resistenza, velocità, agilità e riflessi sovrumani. Dimostra di poter frantumare facilmente la roccia con un pugno e può correre per lunghe distanze a velocità estreme con il minimo sforzo, infatti si lamenta spesso di quanto i suoi più deboli compagni umani riescano a rallentarlo. Essendo un mezzo demone Inuyasha invecchia molto più lentamente rispetto ad un umano normale, infatti sembra essere un giovane nei suoi quindici anni, tuttavia egli ha vissuto per almeno più di duecento anni. Quando è ferito guarisce molto più rapidamente di un umano, mentre gli attacchi abbastanza potenti da ferirlo gravemente sono raramente fatali. I sensi di Inuyasha sono altamente sviluppati. Può sentire le cose che le persone stanno bisbigliando da grandi distanze. Può odorare tracce di sangue da chilometri di distanza e identificare la presenza di persone dall'odore, molto prima che esse possano essere scorte dalla vista. Il suo naso è anche il suo metodo di identificare l'aura maligna e, inoltre, la usa in molte delle sue tecniche. Eppure la vera forza di Inuyasha risiede proprio nel suo sangue umano: la perseveranza, il desiderio di vendetta, il grande amore per qualcuno sono sentimenti che solo gli umani possono provare e che lo rendono invincibile.
La sua tecnica principale è il Sankon-Tessou (散魂鉄爪?, Sankon Tessō, Artigli di Ferro), tramite il quale incanala la sua potenza demoniaca attraverso i suoi artigli, ed è abbastanza potente da tagliare il ferro, rendendogli facile fare a pezzi i suoi nemici. In seguito Inuyasha si impossessa di Tessaiga, una katana all'apparenza arrugginita, che si trasforma in una gigantesca spada: forgiata con una zanna di suo padre, è in grado di eliminare cento nemici con un colpo solo. Il fodero della spada, in grado di "richiamarla a sé" quando la spada è lontana da essa, così come l'essere in grado di generare una barriera magica attorno al proprio utilizzatore.
All'inizio della storia Kaede gli pone il Rosario della soggiogazione (言霊の念誦?, Kotodama no nenju) al collo. Questo viene attivato al comando di "A cuccia!" (おすわり?, Osuwari) e al momento dell'attivazione viene attirato da una forza enorme al suolo, costringendo il portatore a seguirlo. In questo modo Kagome riesce a controllarlo e punirlo. Nel corso delle vicende non viene più usato per lo scopo originario in seguito al cambio di personalità di Inuyasha, e appare solo come un espediente comico, per salvargli la vita, o per invertire la sua trasformazione demoniaca.